# Ewa Kasprzyk (lekkoatletka)
Ewa Kasprzyk, z d. Witkowska (ur. 7 września 1957 w Poznaniu) – polska lekkoatletka, sprinterka, halowa mistrzyni Europy, medalistka mistrzostw Europy (1986), Letniej Uniwersjady (1977), Igrzysk Dobrej Woli (1986), mistrzostw Europy juniorów (1975), wielokrotna mistrzyni Polski, aktualna rekordzistka Polski w biegu na 100 metrów i 200 metrów.

## Kariera sportowa
Była zawodniczką Olimpii Poznań.

### Mistrzostwa świata
Dwukrotnie wystąpiła na mistrzostwach świata seniorek, w obu startach kwalifikując się do finału biegu na 200 metrów. W 1983 zajęła w tej konkurencji 8. miejsce, z czasem 23,03, w 1987 - 7. miejsce, z wynikiem 22,52.

### Mistrzostwa Europy
W 1986 wystąpiła na mistrzostwach Europy, zdobywając brązowy medal w sztafecie 4 x 400 metrów, z rekordem Polski 3:24,65 (z Marzeną Wojdecką, Elżbietą Kapustą i Genowefą Błaszak). Na tych samych zawodach zajęła także 5. miejsce w biegu na 200 metrów, z wynikiem 22,73 i 6. miejsce w sztafecie 4 x 100 metrów, z wynikiem 43,54 (z Joanną Smolarek, Urszulą Jaros i Jolantą Janotą).

### Halowe mistrzostwa Europy
Trzykrotnie startowała w halowych mistrzostwach Europy, w biegu na 200 metrów. W 1984 zakwalifikowała się do półfinału, z czasem 23,65, jednak w nim nie wystąpiła. W 1986 wywalczyła srebrny medal, z czasem 22,96, w 1988 została halową mistrzynią Europy, z czasem 22,69 (rekord Polski).

### Uniwersjada
W 1977 zdobyła brązowy medal Letniej Uniwersjady w sztafecie 4 x 100 metrów (z Heleną Fliśnik, Bogusławą Kaniecką i Ewą Długołęcką), z wynikiem 44,79. 

### Igrzyska Dobrej Woli
Na Igrzyskach Dobrej Woli w 1986 zdobyła srebrny medal w biegu na 200 metrów, poprawiając rekord Polski, wynikiem 22,13.

### Finał Grand Prix IAAF
W 1986 zajęła 3. miejsce w zawodach Finału Grand Prix IAAF, w biegu na 200 metrów, z czasem 22,58

### Puchar świata
W 1985 wystąpiła w zawodach Pucharu świata, w reprezentacji Europy. W biegu na 200 metrów zajęła 4. miejsce, z wynikiem 23,05, w sztafecie 4 x 100 metrów zajęła 3. miejsce, z wynikiem 43,38 (z Iwoną Pakułą, Ginką Zagorczewą i Ewą Pisiewicz).

### Puchar Europy
Czterokrotnie reprezentowała Polskę w finale A Pucharu Europy. W 1983 zajęła 6. miejsce w biegu na 100 metrów, z wynikiem 11,62, 8. miejsce w biegu na 200 metrów, z wynikiem 23,98 i 7. miejsce w sztafecie 4 x 100 metrów, z wynikiem 44,38. W 1985 zajęła 3. miejsce w biegu na 200 metrów, z wynikiem 22,72 i 3. miejsce w sztafecie 4 x 100 metrów, z wynikiem 42,71 (nowy rekord Polski). W 1987 zajęła 7. miejsce w biegu na 100 metrów, z wynikiem 11,45, 3. miejsce w biegu na 200 metrów, z wynikiem 22,63  i 4. miejsce w sztafecie 4 x 100 metrów, z wynikiem 43,91. W 1989 zajęła 3. miejsce w biegu na 200 metrów, z wynikiem 23,72 i 5. miejsce w sztafecie 4 x 100 metrów, z wynikiem 44,12.

### Mistrzostwa Europy juniorów
W 1975 wystąpiła na mistrzostwach Europy juniorek. W biegu na 200 metrów zajęła 5. miejsce, z czasem 24,18, w sztafecie 4 x 100 metrów wywalczył srebrny medal, z czasem 44,93 (z Elżbietą Woźniak, Barbarą Miką i Zofią Filip).

### Mistrzostwa Polski
Na mistrzostwach Polski seniorek wywalczyła 13 medali, w tym 8 złotych (jeden złoty na 100 metrów w 1986 - z rekordem Polski - 10,93, sześć złotych na 200 metrów - 1983, 1984, 1985, 1986, 1987, 1989, jeden złoty w sztafecie 4 x 400 metrów w 1977), dwa srebrne (na 200 metrów w 1980 i na 100 metrów w 1984) i trzy brązowe (w sztafecie 4 x 100 metrów w 1974, w biegu na 200 metrów w 1977 i w biegu na 100 metrów w 1985).
Na halowych mistrzostwach Polski seniorek zdobyła 8 medali, w tym 6 złotych (w biegu na 60 metrów w 1984 i 1988, w biegu na 200 metrów w 1982, 1983, 1984 i 1988) i 2 srebrne (w biegach na 60 metrów i 200 metrów w 1986).

### Rekordy Polski i rekordy życiowe
27 czerwca 1986 w finale mistrzostw Polski poprawiła rekord Polski seniorek w biegu na 100 metrów, wynikiem 10,93 (poprzedni rekord należał od 3 września 1974 do Ireny Szewińskiej). Był to czwarty wynik na świecie w 1986.
8 czerwca 1986 poprawiła rekord Polski seniorek w biegu na 200 metrów, wynikiem 22,19 (poprzedni rekord należał od 13 czerwca 1974 do Ireny Szewińskiej). Następnie poprawiła ten rekord w dniu 8 lipca 1986 na zawodach Igrzysk Dobrej Woli, uzyskując wynik 22,13. Był to piąty wynik na świecie w 1986.
Była także rekordzistą Polski w sztafecie 4 x 100 metrów (z Iwoną Pakułą, Ewą Pisiewicz i Elżbietą Tomczak), uzyskując 17 sierpnia 1985 na zawodach Pucharu Europy wynik 42,71 (rekord został poprawiony dopiero w 2010 roku) oraz w sztafecie 4 x 400 metrów (z Marzeną Wojdecką, Elżbietą Kapustą i Genowefą Błaszak), wynikiem 3:24,65 w finale mistrzostw Europy - 31 sierpnia 1986 (rekord został poprawiony dopiero w 2005 roku).
Wyniki 10,93 na 100 metrów i 22,13 na 200 metrów pozostają także jej rekordami życiowymi w tych konkurencjach. Jej rekord życiowy na 400 metrów wynosi natomiast 51,30 (24.05.1986).
Kilkukrotnie poprawiała rekord Polski na 200 metrów w hali, najlepszy wynik uzyskując 6 marca 1988 w finale halowych mistrzostw Europy - 22,69. Jej rekord życiowy w biegu na 60 metrów w hali wynosi 7,26 (7.02.1988).

### Wyróżnienia
W 1986 i 1987 zwyciężyła w rankingu Złotych Kolców.

### Życie prywatne
Była nauczycielką wychowania fizycznego w Zespole Szkół nr 1 im. Powstańców Wielkopolskich w Swarzędzu